# Jean-Marie Delarue
Pour les articles homonymes, voir Delarue.
Jean-Marie Delarue, né le 17 janvier 1945 à Paris, est un haut fonctionnaire français. Conseiller d'État, il est contrôleur général des lieux de privation de liberté de 2008 à 2014 et président de la Commission nationale consultative des droits de l'homme en 2019.

## Biographie
Ancien élève de l'École normale supérieure de Fontenay-Saint-Cloud, agrégé d'histoire, ancien élève de l'École nationale d'administration et conseiller d'État (1977), Jean-Marie Delarue est un ancien conseiller de Jacques Delors et Michel Delebarre. Il occupe ensuite les fonctions de délégué interministériel à la ville (1991-1994) et de directeur des libertés publiques et des affaires juridiques au ministère de l'intérieur jusqu'en 2001. 
Au printemps 2008, il est nommé contrôleur général des lieux de privation de liberté par le gouvernement Fillon, étant ainsi le premier à occuper cette fonction créée en 2007. Il est remplacé à ce poste par Adeline Hazan en juillet 2014.
Il est nommé membre du Comité consultatif national d'éthique en septembre 2013 et président de la Commission nationale de contrôle des interceptions de sécurité en juin 2014. Le 15 septembre 2015, il est annoncé que Jean-Marie Delarue a été écarté par le gouvernement de la présidence de la nouvelle Commission nationale de contrôle des techniques de renseignement (CNTR).
Nommé président de la Commission nationale consultative des droits de l'homme en avril 2019, il quitte ses fonctions en novembre de la même année, en désaccord avec l'organisation et les méthodes de travail de la commission.

## Prises de position
À propos de la réalité carcérale, il rappelle que le problème de la prison réside dans le fait qu'elle a des « effets désocialisants », qu'elle est « surpeuplée » et qu'elle accélère les « ruptures ».
Lors de son passage de quelques mois à la présidence de la Commission nationale consultative des droits de l'homme, il estime en avril 2019 que les libertés fondamentales sont en très mauvais état en France et met en garde contre l'inflation de lois nouvelles, depuis la loi « sécurité et libertés » de 1981, porteuse de restrictions aux libertés publiques justifiées par un but de sécurité. Il estime ainsi que la loi « anticasseurs » du 10 avril 2019 et la loi sur la sécurité intérieure de 2017, qu’il qualifie d’« état d’urgence permanent » installent « une distinction entre le français ordinaire, qui a tous les droits, et le français suspect, qui a droit à des procédures particulières, à des juges particuliers… Cette dernière catégorie ne cesse de s’élargir ». Il considère que la garde à vue du journaliste Gaspard Glanz, interpellé pour participation à un groupement en vue de commettre des violences ou dégradations et pour outrage à personne dépositaire de l’autorité publique dans le cadre d’une manifestation de « Gilets jaunes » le 20 avril 2019, s’inscrirait dans un contexte plus général de restriction des libertés fondamentales en France.

## Décorations
- Officier de la Légion d'honneur (décret du 31 décembre 2009, chevalier depuis le 3 mars 1999)[9].
- Commandeur de l'ordre national du Mérite (décret du 13 novembre 2014, officier depuis le 23 février 2006)[10].
- Commandeur de l'ordre des Arts et des Lettres (2021)[11].